# Causse-Bégon
 Causse-Bégon  es una población y comuna francesa, situada en la región de Languedoc-Rosellón, departamento de Gard, en el distrito de Le Vigan y cantón de Trèves.

## Demografía
| 67 | 67 | 84 | 108 | 100 | 116 | 108 | 109 | 99 | 99 | 92 | 82 | 90 | 94 | 84 | 81 | 68 | 57 | 48 | 37 | 42 | 49 | 49 | 48 | 20 | 29 | 42 | 34 | 32 | 32 | 23 | 23 |
| Para los censos de 1962 a 1999 la población legal corresponde a la población sin duplicidades (Fuente: INSEE [Consultar]) |    |    |     |     |     |     |     |    |    |    |    |    |    |    |    |    |    |    |    |    |    |    |    |    |    |    |    |    |    |    |    |